# Маянга (село)
Маянга — село в Балаковском районе Саратовской области, в составе сельского поселения Быково-Отрогское муниципальное образование.
Население — 1389 (2015).

## История
Основано в 1760 году переселенцами из села Царевщина. В 1782 году деревня Маянга, приписанная к приходу села Красный Яр, относилась к Иргизской волости. Впоследствии Маянга по административной принадлежности крестьян была разделена на две села - Удельная Маянга (правобережная) и Казённая Маянга (левобережная). Удельные земли и крестьяне появились в России в конце XVIII века при Павле I. Помимо государственных и царских земель в первой половине XIX века в Маянге также находилось богатое барщинно-оброчное имение Злобиных. В 1835 году в Казённой Маянге был построен деревянный православный молитвенный дом. В 1840 году в Казённой Маянге насчитывалось 125 дворов, 358 мужчин и 454 женщины (среди них один двор с двумя раскольниками поморского толка), в Удельной Маянге – 126 дворов, 441 мужчина и 489 женщин (среди которых было 17 хозяйств, 57 мужчин и 77 женщин беглопоповцев). В январе 1842 года, в разгар антистарообрядческих кампаний Николая I, в Маянге около ста человек без их согласия записали в единоверие. Однако, под видом единоверцев раскольники стали открыто служить по старым обрядам в моленной на дому. В 1845 году вместо православного молитвенного дома была построена деревянная церковь с колокольней и тремя престолами: во имя Архангела Михаила (главный), святителя Михаила Киевского (в правой части трапезной, освящён 20 мая (1 июня) 1846 года) и Николая Чудотворца (в левой части трапезной).
В Списке населённых мест Российской империи по сведениям за 1859 год Маянга значится как единое село, относившееся к Николаевскому уезду Самарской губернии. В селе насчитывалось 305 дворов, проживали 966 мужчин и 1147 женщин. Село располагалось на реке Маянге в прибрежье Волги на расстоянии 85 вёрст от уездного города.
После крестьянской реформы обе Маянги были отнесены к Мало-Быковской волости. В 1865 году своя православная церковь появилась в Удельной Маянге. Согласно населённых мест Самарской губернии по сведениям за 1889 год в Удельной Маянге проживали 1360 жителей (русские православного вероисповедания), насчитывалось 210 дворов; в Казённой Маянге проживало 1520 жителей (русские православного и раскольнического вероисповедания), было учтено 282 двора. В Удельной Маянге работали церковь, церковно-приходская школа, 10 ветряных мельниц, земская станция, в Казённой Маянге - церковь, церковно-приходская школа, 8 ветряных мельниц, урядник 2 участка. Согласно переписи 1897 года в Казённой Маянге было учтено 1649 жителей, православных - 1640, в Удельной Маянге - 1476 жителей, православных - 1298, старообрядцев - 178. В 1901 году в Казённой Маянге при церкви открылась женская приходская школа
Согласно Списку населённых мест Самарской губернии 1910 года в Казённой Маянге проживали преимущественно бывшие государственные крестьяне, русские, православные и раскольники, 931 мужчина и 980 женщин, в Удельной Маянге бывшие удельные крестьяне, также русские, православные и раскольники, 977 мужчин и 1083 женщины. Земельный надел крестьян Казённой Маянги составлял 6062 десятины удобной и 749 десятин неудобной земли, Удельной Манги - 2982 удобной и 1625 десятин неудобной земли. В 1912 году в Удельной Маянге открылась земская смешанная школа. В 1915 году старообрядческая община поморцев-брачников Казённой Маянги насчитывала 34 члена. В Удельной Маянге проживали 68 брачников и 36 небрачников, крупнейшей же раскольнической общиной была беглопоповская со 125 членами
В 1926 году в Казённой Маянге насчитывалось 1825 жителей и 391 домохозяйство, в Удельной Маянге - 1552 жителей и 463 домохозяйств. В обоих сёлах работали школы 1-й ступени. В 1926–1927 годах в Удельной Маянге были созданы машинно-кооперативные товарищества "Пример объединения" и "Рынок", в Казённой Маянге – "Борец за бедноту". Хозяйства обоих сёл впоследствии вошли в совместный с Малой Быковкой колхоз "Стальной конь". В 1931 году в Казённой Маянге был организован самостоятельный колхоз памяти Рахчеева, впоследствии переименованный в "Знамя коммунизма". Церковь Казённой Маянги была закрыта и разрушена, храм Удельной Маянги сохранился до наших дней.
Великая Отечественная война унесла жизни около 260 жителей обоих сёл, объединённых в послевоенные годы в один населённый пункт. В 1972 году было сдано в эксплуатацию современное типовое школьное здание. В поздний советский период Маянга являлась центром одноимённого сельсовета и центральной усадьбой колхоза "Знамя коммунизма".

## Физико-географическая характеристика
Село находится в Заволжье, на реке Маянга (левый приток реки Большой Иргиз), на высоте около 25 метров над уровнем моря. Почвы - чернозёмы южные, в пойме Иргиза - пойменные нейтральные и слабокислые.
Село расположено примерно в 18 км по прямой в юго-западном направлении от районного центра города Балаково. По автомобильным дорогам расстояние до районного центра составляет 29 км, до областного центра города Саратов - 140 км.
Климат
Климат умеренный континентальный (согласно классификации климатов Кёппена - Dfa). Многолетняя норма осадков - 528 мм. Наибольшее количество осадков выпадает в декабре (58 мм), наименьшее в марте - 31 мм. Среднегодовая температура положительная и составляет + 6,1 °С, средняя температура самого холодного месяца января -11,1 °С, самого жаркого месяца июля +22,4 °С.
Часовой пояс
Малоперекопное, как и вся Саратовская область, находится в часовой зоне МСК+1. Смещение применяемого времени относительно UTC составляет +4:00.

## Население
| Население       | 1840 | 1859 | 1889 | 1897 | 1910 | 1926 | 2002 |
| --------------- | ---- | ---- | ---- | ---- | ---- | ---- | ---- |
| Удельная Маянга | 920  | 2113 | 1360 | 1476 | 2160 | 1552 | 1591 |
| Казённая Маянга | 812  | 2113 | 1520 | 1649 | 1911 | 1825 | 1591 |

| 2002 | 2010  | 2012  | 2013  | 2014  | 2015  |
| ---- | ----- | ----- | ----- | ----- | ----- |
| 1591 | ↘1452 | ↘1395 | ↘1369 | ↘1352 | ↗1389 |

Национальный состав
Согласно результатам переписи 2002 года русские составляли 90 % населения села.